# Oxytropis atbaschi
Oxytropis atbaschi là một loài thực vật có hoa trong họ Đậu. Loài này được Saposhn. miêu tả khoa học đầu tiên.